# Jean Bertrand (Kardinal)

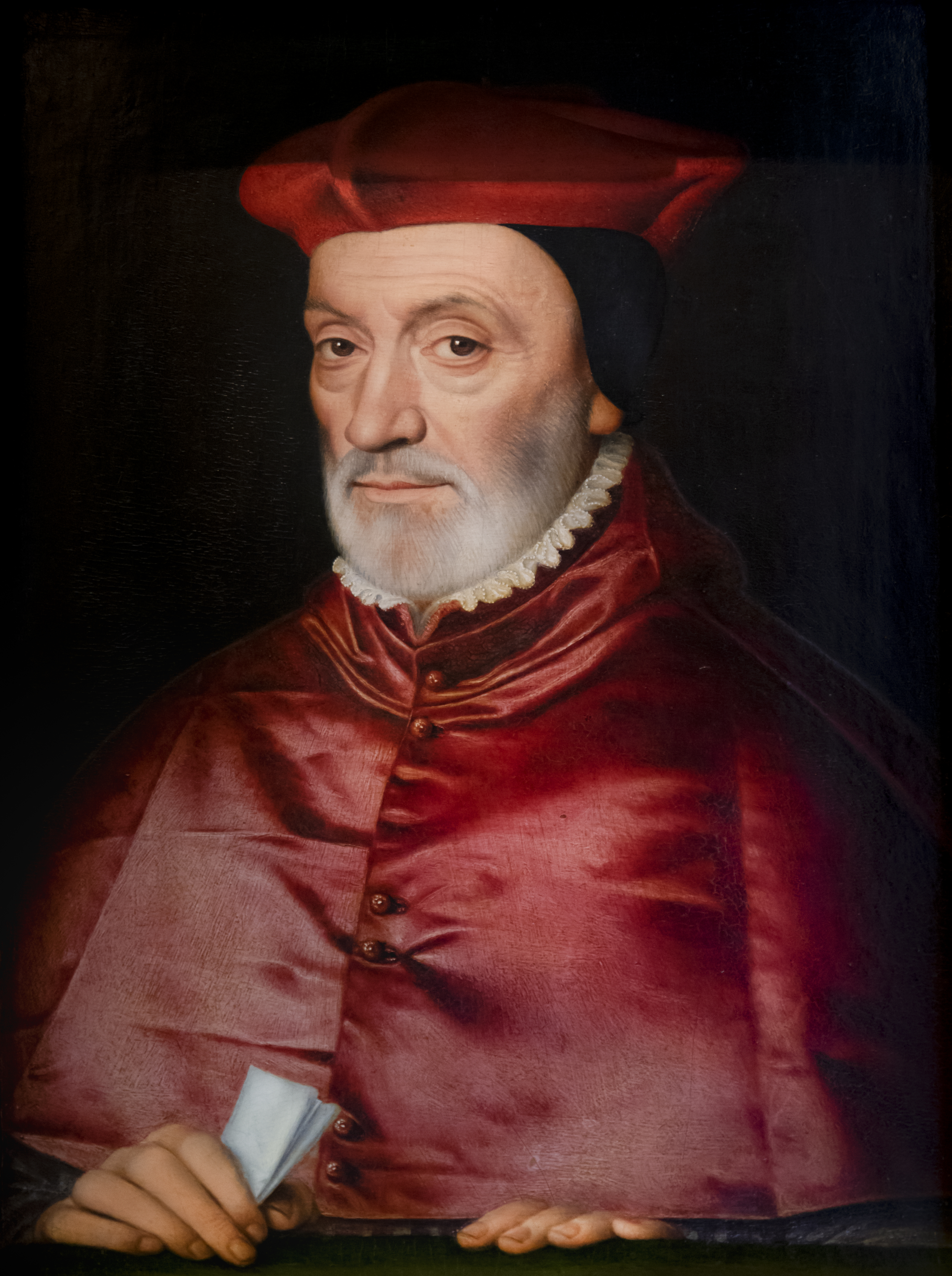
Jean Bertrand als Erzbischof von Sens und Kardinal (Porträt von Jean Clouet, vor 1541)

Jean Bertrand (auch Jean de Bertrand; * 1482 in Toulouse; † 4. Dezember 1560 in Venedig) war ein französischer Jurist und Staatsmann, Siegelbewahrer von Frankreich und Kardinal der Römischen Kirche.

## Leben

### Herkunft
Jean Bertrand entstammte einer bedeutenden Juristenfamilie der Stadt Toulouse. Sein Großvater Jacques Bertrand, Seigneur von Villelle, war Advokat am Parlement von Toulouse, sein Vater Bernard Bertrand Generalprokurator des Parlements; seine Mutter hieß Catherine de La Roche. Sein jüngerer Bruder Nicolas wurde ebenfalls Präsident am Parlement, ebenso dessen Sohn Jean.

### Aufstieg zum Kanzler und Siegelbewahrer
Nach dem Studium an der Universität Toulouse zum Doctor iuris utriusque promoviert und 1519 bis 1520 Capitoul (Magistrat) seiner Heimatstadt Toulouse, wurde er im November 1533 Zweiter Präsident des Parlements von Toulouse und am 27. November 1536 Erster Präsident. Im selben Jahr, 1536, wurde er von König Franz I. zum Vizekönig für das soeben von Frankreich besetzte Herzogtum Savoyen bestellt. Am 12. November 1538 holte ihn König Franz auf Empfehlung des Marschalls Anne de Montmorency als Dritten Präsidenten an das Parlement von Paris. Während der Herrschaft Heinrichs II. wurde er 1550 Erster Präsident, dann, nachdem der Kanzler François Olivier in Ungnade gefallen war, am 22. Mai 1551 Siegelbewahrer (und damit de facto Kanzler von Frankreich) – wie es heißt auf Betreiben der einflussreichen Königsmätresse Diane de Poitiers.

### Bischof und Kardinal
Nach dem Tod seiner Gemahlin Jeanne Barras, Herrin von Mirabeau und Villemor, mit der er einen Sohn und zwei Töchter hatte, trat er in den geistlichen Stand und wurde am 16. Dezember 1555 vom König zum Bischof von Comminges ernannt. Er verzichtete aber bereits am 6. Juli 1556 zugunsten des Kardinals Carlo Carafa, Neffe Papst Pauls IV.  und päpstlicher Legat in Frankreich, auf das Bistum. Die Bischofsweihe erhielt er erst nach seiner Kardinalserhebung, am 30. April 1560 in Loreto durch den Bischof von Recanati e Loreto, Filippo Riccabella. Papst Paul IV. kreierte ihn auf Empfehlung König Heinrichs und des Herzogs von Guise (François de Lorraine) im Konsistorium vom 15. März 1557 zum Kardinal. Den Kardinalshut und die Titelkirche Santi Nereo ed Achilleo empfing er als Kardinalpriester am 9. August 1557.
Statt des Bistums Comminges gab ihm König Heinrich das nach dem Tod des Kardinals Louis de Bourbon-Vendôme († 11. März 1557) vakante Erzbistum Sens. Am 5. Juli 1557 in Rom präkonisiert, legte Bertrand am 23. August 1557 den Treueeid vor dem König ab und ließ das Erzbistum am 8. September durch seinen Suffragan Jacques Spisame von Nevers in Besitz nehmen. Er selber reiste nie nach Sens, sondern wurde ganz von seinen Aufgaben als Siegelbewahrer in Paris in Anspruch genommen, unter anderem bei der Versammlung der Generalstände am 6. Januar 1558.
Nach dem Tod König Heinrichs († 10. Juli 1559) von seinem Amt als Siegelbewahrer entbunden, reiste er nach Rom zum Konklave, aus dem am 25. Dezember 1559 Pius IV. als Papst hervorging. Am 16. Januar 1560 optierte er zur Titelkirche Santa Prisca und am 13. März 1560 zu San Crisogono. Im selben Jahr, 1560, war er einer der Richter im Prozess gegen Kardinal Carlo Carafa, der in diesem Verfahren zum Tode verurteilt und später hingerichtet wurde. Im selben Jahr war er Sondergesandter Frankreichs vor dem Senat der Republik Venedig.

### Tod
Er starb am 4. Dezember 1560 auf der Rückreise nach Frankreich in Venedig und wurde in der dortigen Augustinerkirche San Stefano beigesetzt. Die Nachricht von seinem Tod erreichte Rom am 12. Dezember 1560. Sein Sohn Guillaume Bertrand, Herr von Villemor, wurde conseiller und Maître des requêtes; er kam nach Moréri in der Bartholomäusnacht 1572 ums Leben.